# Інтелектуальні інвестиції
Інтелектуа́льні інвести́ції  — інвестиції, вкладені в створення інтелектуального продукту.
Інтелектуальні інвестиції — вклад коштів у підготовку спеціалістів на курсах, вивчення досвіду, ліцензії, „ ноу-хау", спільні наукові розробки.
Одна з основних складових ринку інвестицій - ринок інтелектуальних цінностей (нові технології, ліцензії, патенти на винаходи й відкриття, досвід, знання, ноу – хау). Об’єктом цього ринку виступає особливий товар — інтелектуальна власність.

## Класифікація
Інтелектуальна власність може бути розподілена на декілька видів:
- індивідуальна та колективна;

Інтелектуальні інвестиції тісно пов'язані з інтелектуальною власністю, яка може існувати у таких випадках:
- виключна власність — запатентована чи захищена авторським правом;
- інформаційна власність — у вигляді надбаних знань, ідей, досвіду, навичок, кваліфікації. Вона не має правового захисту та реалізується у вигляді інформаційних послуг на контрактній основі через вивчення, освіту чи публікацію;
- ліцензійна власність — у вигляді придбаних інвестором прав власності чи користування, які фіксуються ліцензіями.

В свою чергу об’єкти інтелектуальних інвестицій класифікуються за видами інтелектуальної власності. Розрізняють наступні форми:
- винахід (корисна модель) — це результат творчої діяльності людини в будь-якій галузі технології. Право власності на винахід засвідчується патентом терміном дії до 20 років, корисна модель патентується на 5 років з можливим подовженням терміну ще на 3 роки.
- промисловий зразок — це результат творчої діяльності людини у сфері художнього конструювання. Таким результатом може бути форма, малюнок, ін. Патенти на промислові зразки видають терміном на 10 років з можливим подовженням терміну ще до 5 років.
- знак для товарів і послуг — це позначення, за яким товари та послуги одних виробників відрізняються від товарів та послуг інших. Право власності на знаки засвідчується свідоцтвом на термін 10 років з можливим наступним періодичним подовженням щоразу на 10 років.
Інтелектуальні інвестиції здійснюються у вигляді:
- придбання виключних прав користування — купівля патентів, ліцензій на винахід, промислові зразки, товарні знаки;
- придбання інформаційних послуг через наймання різного роду спеціалістів — вчених і практиків за контрактом чи у вигляді разового придбання інформаційних послуг (консультування, експертиза, рекомендації та ін.);
- придбання науково-технічної продукції, тобто інтелектуальних товарів у матеріальній формі (проектно-кошторисної документації, програм, методик, ноу-хау);
- вкладень у людський капітал, тобто витрат на освіту, підготовку та перепідготовку кадрів, навчання тощо.

### Фінансування інтелектуальних інвестицій
Здійснюється за рахунок 3-х джерел: 
- бюджетні асигнування і кошти державних підприємств. Реалізовується державою з метою підвищення інтелектуального потенціалу суспільства. Споживачами інтелектуальних товарів і послуг, які фінансуються з держбюджету, виступають широкі верстви населення, які навчаються у середніх школах, ПТУ, ліцеях, коледжах, технікумах, вузах, працюють у державних НДІ, купують навчальну літературу за державними пільговими цінами.

- приватно-підприємницький капітал;

- спонсорські кошти, субсидії окремих фірм чи приватних осіб.

Більшість країн з ринковою економікою мають у своєму розпорядженні в інтелектуальній сфері цілий ряд установ, які функціонують за рахунок субсидій з боку фірм та окремих приватних осіб. Такі недержавні фонди, асоціації, центри, університети та коледжі називають неприбутковими закладами, а фірми та приватних осіб, які виступають у ролі інвесторів, — донорами. Подібний альтернативний бюджетному та підприємницькому сектор економіки, через який здійснюються інтелектуальні інвестиції, як правило, має благодійні цілі. Результатом діяльності таких закладів в інтелектуальній сфері є покращення життєвого рівня окремих верств населення, а отже, виграш суспільства в цілому.